# Канторович, Гершен Давидович
Ге́ршен Дави́дович Канторо́вич (1937, Ленинград — 2003, Пермь) — советский архитектор-реставратор и краевед, заслуженный работник культуры Российской Федерации (1995).

## Биография
Гершен Давидович Канторович родился в Ленинграде 18 декабря 1937 года в семье часового мастера. Его отец, Давид Гершенович, умер в госпитале от ран в самом начале Великой Отечественной войны, когда мальчику ещё не исполнилось четырёх лет(по другим источникам, сын архитектора Давида Львовича Канторовича (1904—1997)). Учился на архитектурном отделении строительного факультета Уральского политехнического института в Свердловске (1955—1961). Считал себя учеником Ф. М. Тольцинера, представителя немецкой школы «Баухаус».
Работал в Пермской специальной научно-реставрационной мастерской (Пермском специальном научно-реставрационном управлении ассоциации «Росреставрация»): архитектор Усольского участка (1961—1962), старший архитектор Соликамского участка (1962—1966), старший архитектор Пермского участка (1966—1975), начальник проектного отдела (с 1975). Член Союза архитекторов СССР (1966).
В 1985 году обучался на курсах повышения квалификации архитекторов в Ленинградском филиале института «Спецпроектреставрация». С 1991 по 1993 годы прошёл полный курс обучения в Академии реставрации (Москва). В 1992 году стажировался в Европейском центре подготовки специалистов по сохранению архитектурного наследия на о. Сан-Серволо (Венеция).
С 17 февраля 1997 — директор Областного научно-производственного центра по охране и использованию памятников истории и культуры Пермской области. Архитектор-реставратор высшей категории (2000).
Г. Д. Канторович являлся одним из разработчиков генерального плана создания архитектурно-этнографического музея деревянного зодчества «Хохловка». Им и под его руководством выполнены многочисленные проекты реставрации памятников истории и культуры Соликамска, Усолья, Чердыни, Свердловской области. Создал проект охранных зон и регулирования застройки; проекты переноса в Хохловку и реставрации церкви Преображения из с. Янидор Чердынского района; сторожевой башни из с. Торговище Суксунского района; колокольни из с. Сыра Суксунского района, Богородицкой церкви из с. Тохтарево. Разработал проект реставрации и переноса в Соликамск рассолоподъёмной башни и солепромышленного комплекса из Усть-Боровского сользавода. В 1976—1977 годах разработал и в 1990 году осуществил проект реставрации и восстановления церкви Казанской Божией матери в Свято-Успенском женском монастыре (победитель конкурса по реставрации и восстановлению памятников истории и культуры Пермской области, 2000). Разработал проекты реставрации Свято-Троицкой церкви в с. Ленва, особняка Протопоповых, Лютеранской кирхи в Перми, Невьянской башни в г. Невьянске Свердловской области (реставрация 1973), проект консервации часовни в Венеции (1992), проект пристройки к Соборной мечети в г. Перми.
Кроме творческой и административной деятельности Г. Д. Канторович много сил уделял преподаванию на кафедре архитектуры Пермского государственного политехнического института (1971—1975), в школе № 21 г. Перми (1995—1996) и в Уральском филиале Российской академии живописи, ваяния и зодчества (с 1996). Действительный член Академии архитектурного наследия (1997), входил в состав градостроительного совета при Администрации города Перми, Президиума Пермского отделения Союза архитекторов России, Президиума областного Совета Пермского областного отделения ВООПиК, Ученого совета Пермского областного краеведческого музея и Федерального научно-методического совета Министерства культуры РФ (секция деревянного зодчества).
Умер 21 октября 2003 года, похоронен на Северном кладбище в Перми 21 октября 2005 года на здании по ул. 25-го Октября 18а в Перми была открыта мемориальная доска, посвящённая Г. Д. Канторовичу.

## Публикации
С соавторами:
- «Памятники истории и культуры Пермской области»
- «Соликамск. Путеводитель»
- «Материалы к Своду памятников истории и культуры Пермской области»
- * Пермь от основания до наших дней. 1723—2018: исторические очерки. — Пермь: Пушка, 2018. — 3-е изд. испр. и доп. — 528 с. — ISBN 978-5-9909808-0-8 (совм. с А. М. Белавиным, А. Ф. Мельничуком, М. Г. Нечаевым и Г. Д. Селяниновой).
- «Архитекторы и архитектурные памятники Прикамья».